# Eumerus perpensus
Eumerus perpensus är en tvåvingeart som beskrevs av Enrico Adelelmo Brunetti 1917. Eumerus perpensus ingår i släktet månblomflugor, och familjen blomflugor. Inga underarter finns listade i Catalogue of Life.